# Alcedo nais
Alcedo nais é uma espécie de ave da família Alcedinidae.
É endémica de São Tomé e Príncipe.